# Konceptyzm
Konceptyzm (wł. concetto – świetny, wyszukany pomysł) – główny prąd w poezji baroku, cechujący się dążeniem do nieustannego zadziwiania, zaskakiwania i zaszokowania czytelnika. Koncept to wyszukany, oryginalny i niespodziewany pomysł, na którym oparty jest utwór poetycki, zarówno pod względem budowy jak i treści. Poetykę konceptyzmu można określić mianem poetyki kontrastu. Zamiłowanie do niego zaznaczyło się w doborze skojarzeń, puent czy tropów, takich jak antytezy, oksymorony, paradoksy. Konceptyzm narodził się w literaturze hiszpańskiej i włoskiej. Wśród polskich twórców, oryginalne koncepty stosowali Jan Andrzej Morsztyn (1621–1693) oraz Daniel Naborowski (1573–1640).